# Benedikt Lux

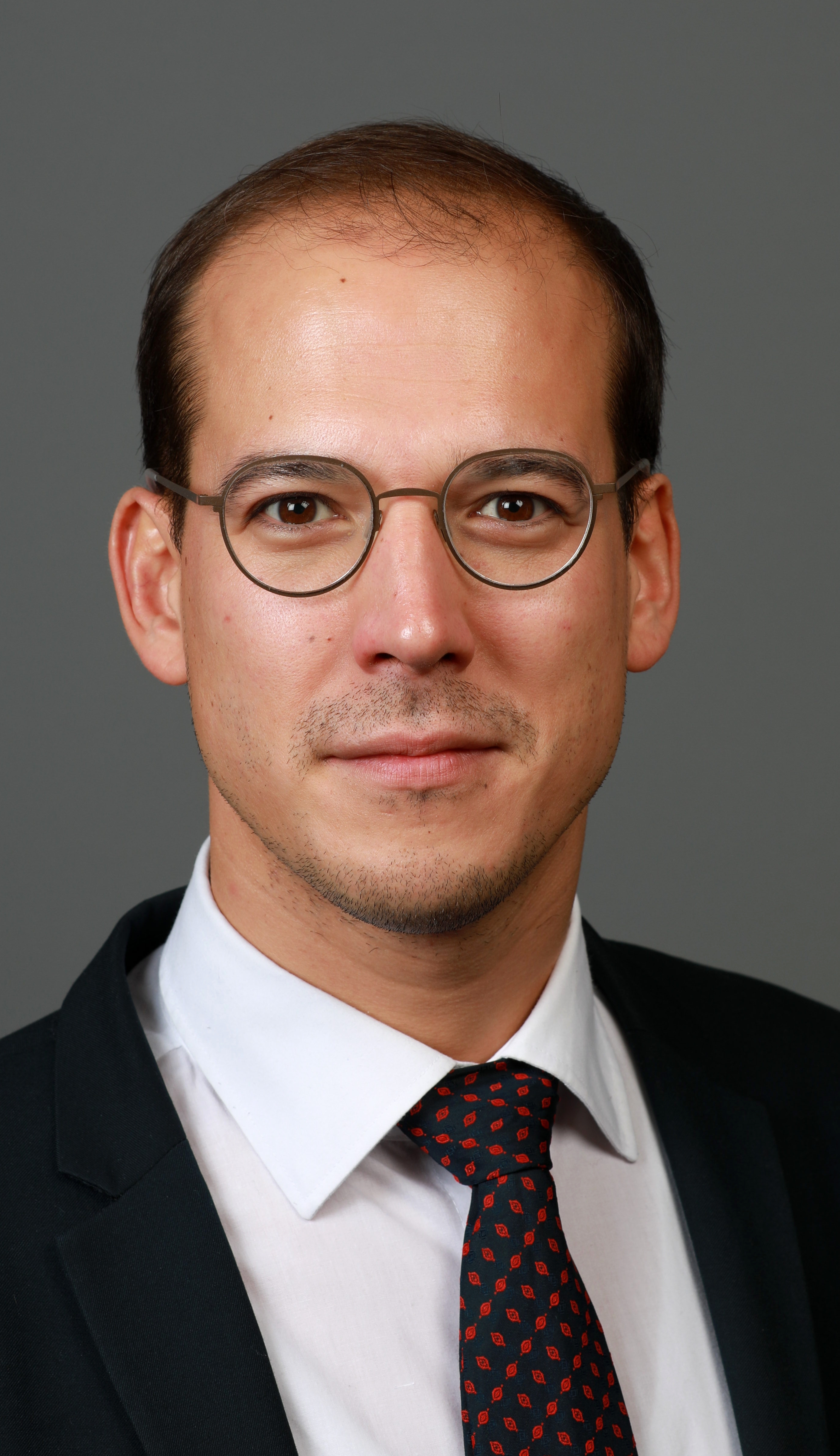
Benedikt Lux (2017)

Benedikt Lux (* 9. Dezember 1981 in Berlin) ist ein deutscher Politiker (Bündnis 90/Die Grünen). Seit 2025 ist er erneut Mitglied des Abgeordnetenhauses von Berlin, dem er bereits von 2006 bis 2023 angehörte.

## Leben

### Ausbildung und Beruf
Benedikt Lux wuchs in Berlin-Lichterfelde auf, wo er die Goethe-Oberschule besuchte und schulpolitisch aktiv war. Er engagierte sich auch in der Pfarrgemeinde Mater Dolorosa und war Zivildienstleistender im Anti-Diskriminierungsbüro Berlin e. V. Während seines Studiums der Rechtswissenschaft an der Humboldt-Universität zu Berlin war Lux für die Liste Grünboldt Mitglied des Studierendenparlamentes und saß diesem als Präsidiumsmitglied vor. Das Studium schloss er 2006 ab, absolvierte 2009 das zweite Staatsexamen. 2010 erhielt er die Zulassung als Rechtsanwalt. Zudem ist er Lehrbeauftragter an der Hochschule für Wirtschaft und Recht Berlin.

### Parteilaufbahn
1996 trat Lux der Grünen Jugend bei, ein Jahr später Bündnis 90/Die Grünen. Von 1998 bis 2002 war er im Landesvorstand der Grünen Jugend und von 2003 bis 2004 im Bundesvorstand. 2006 trat Lux zum ersten Mal bei der Abgeordnetenhauswahl für den Wahlkreis Steglitz-West an und ist seitdem Mitglied des Abgeordnetenhauses von Berlin (MdA). Auch bei den Landtagswahlen 2011 und 2016 zog er über die Landesliste in das Parlament ein. Von Juni 2010 bis 2012 war Lux Sprecher der Bundesarbeitsgemeinschaft Demokratie und Recht von Bündnis 90/Die Grünen. Zudem war er von 2012 bis 2016 Parlamentarischer Geschäftsführer der Grünen-Fraktion im Berliner Abgeordnetenhaus. Er war ab 2008 innenpolitischer Sprecher seiner Fraktion und zudem Sprecher für Haushalt und den 1. Untersuchungsausschuss „Terroranschlag Breitscheidplatz“.

### Abgeordnetentätigkeit
Mit der Abgeordnetenhauswahl 2006 zog Lux über die Landesliste als Abgeordneter in das Parlament ein. In jener 16. Legislaturperiode war er Mitglied im Ausschuss für Inneres, Sicherheit und Ordnung sowie im Ausschuss für Verfassungsschutz- und Rechtsangelegenheiten. Zur Bundestagswahl 2009 trat er als Direktkandidat im Bundestagswahlkreis Berlin-Steglitz – Zehlendorf an, verlor jedoch gegen Karl-Georg Wellmann (CDU). Bei den Abgeordnetenhauswahlen 2011 und 2016 wurde er wieder über die Landesliste in das Parlament gewählt und arbeitete als innenpolitischer Sprecher seiner Fraktion. Bei der Abgeordnetenhauswahl 2021 gewann er den Wahlkreis Steglitz-Zehlendorf I und zog als erster Grüner im Berliner Bezirk Steglitz-Zehlendorf als direktgewählter Abgeordneter in das Berliner Abgeordnetenhaus ein. In der 19. Wahlperiode ist er als Sprecher für Umwelt- und Verbraucherschutz seiner Fraktion unter anderem in den Ausschüssen für Haushalt, Inneres, Sicherheit und Ordnung, sowie im Ausschuss für Umwelt-, Verbraucher- und Klimaschutz tätig. Bei der Wiederholungswahl 2023 verlor er das Direktmandat allerdings wieder und zog auch nicht mehr über die Landesliste ins Parlament. Am 14. Mai 2025 rückte er jedoch für Julia Schneider ins Abgeordnetenhaus nach.

## Politische Positionen
Als umweltpolitischer Sprecher seiner Fraktion setzt sich Lux unter anderem für die Transformation Berlins hin zur Schwammstadt sowie zur Zero-Waste-Stadt ein, insbesondere in den Themenbereichen Entsiegelung, Klimawandel, Braunkohleausstieg und Wasserversorgung. Im Bereich Innen- und Rechtspolitik befürwortet er eine gut ausgestattete und ausgebildete Polizei unter Berücksichtigung des Respekts von staatlicher Seite vor individuellen Rechten und Freiheiten des Einzelnen.
In Folge der Proteste in Belarus 2020 und der repressiven Maßnahmen der Regierung Aljaksandr Lukaschenkas erstattete Lux zusammen mit den Anwälten Mark Lupschitz, Onur Özata und Roland Krause im Mai 2021 Strafanzeige beim Generalbundesanwalt gegen Lukaschenka und weitere belarussische Sicherheitsbeamte.
2020 äußerte er in einem Interview mit der Zeitung nd: „Wir haben die gesamte Führung fast aller Berliner Sicherheitsbehörden ausgetauscht und dort ziemlich gute Leute reingebracht. Bei der Feuerwehr, der Polizei, der Generalstaatsanwaltschaft und auch beim Verfassungsschutz. Ich hoffe sehr, dass sich das in Zukunft bemerkbar macht.“

## Ehrungen
- Ehrenzeichen des Landesfeuerwehrverbandes Berlin in Bronze